# ان‌جی‌سی ۱۴۷
ان‌جی‌سی ۱۴۷(به انگلیسی: NGC 147) (DDO3)یک کهکشان کروی کوتوله با فاصله ۲٫۵۸ میلیون سال نوری در صورت فلکی قیفاووس است. این کهکشان عضو گروه محلی و یکی از کهکشان‌های اقماری کهکشان آندرومدا است؛ و خواص فیزیک آن شبیه به ان‌جی‌سی ۱۸۵ است

## یادداشت
- ^ average(870 ± ۶۰, ۶۸۰ ± ۳۰) = ((۸۷۰ + ۶۸۰) / ۲) ± ((602 + 302)0.5 / ۲) = ۷۸۰ ± ۳۰